# Lorenzo Gasperoni
Lorenzo Gasperoni (ur. 3 stycznia 1990 w San Vendemiano) – sanmaryński piłkarz występujący na pozycji pomocnika w AC Libertas, reprezentant San Marino w latach 2013−2016.

## Kariera klubowa
W latach 2003−2007 szkolił się we włoskim klubie ASD Sant'Ermete 1970. Następnie trenował w San Marino Calcio i w Tropicalu Coriano, gdzie w sezonie 2009/10 rozpoczął grę na poziomie seniorskim w Promozione Emilia-Romagna. Na początku 2010 roku przeniósł się do Tre Esse Saludecio (Prima Categoria Emilia-Romagna). Latem 2011 roku został graczem AC Juvenes/Dogana. 14 lipca 2011 zaliczył klubowy debiut oraz pierwszy występ w europejskich pucharach w przegranym 0:1 meczu przeciwko FK Rabotnički w eliminacjach Ligi Europy 2011/12. W spotkaniu tym otrzymał czerwoną kartkę. 17 września 2011 zadebiutował w Campionato Sammarinese w meczu z FC Domagnano, zakończonym remisem 1:1. W sezonie 2014/15 zdobył wicemistrzostwo kraju po porażce w finale play-off z SS Folgore/Falciano.
W latach 2011−2015, dzięki zezwalającym na to przepisom FSGC, kontynuował jednocześnie grę we włoskiej Prima Categoria w Tre Esse Saludecio, a także występował w US Pietracuta (spadek z Promozione Emilia-Romagna w sezonie 2014/15).
W maju 2017 roku został przez komisję dyscyplinarną FSGC zawieszony na 6 miesięcy za fizyczny i werbalny atak na arbitra podczas meczu z SP Tre Penne (1:3). Wiosną 2020 roku odszedł z AC Juvenes/Dogana i zawiesił karierę. Przed sezonem 2021/22 został zawodnikiem AC Libertas.

## Kariera reprezentacyjna
W 2006 roku rozegrał 3 mecze w reprezentacji San Marino U-17 w kwalifikacjach Mistrzostw Europy 2007. W 2008 roku wystąpił dwukrotnie w kadrze U-19 podczas eliminacji Mistrzostw Europy 2009. W latach 2009−2012 grał w reprezentacji San Marino U-21. Rozegrał w niej 12 spotkań podczas dwóch kampanii kwalifikacyjnych do mistrzostw Europy. 1 czerwca 2012 wystąpił w zremisowanym 0:0 meczu z Grecją w eliminacjach Mistrzostw Europy 2013. Wynik ten oznaczał pierwszy punkt zdobyty przez zespół U-21 w spotkaniach o stawkę (nie wliczając walkowerów) i uchodzi za jeden z największych sukcesów sanmaryńskiej piłki nożnej młodzieżowej.
11 października 2013 zadebiutował w seniorskiej reprezentacji San Marino w przegranym 0:3 meczu z Mołdawią w ramach eliminacji Mistrzostw Świata 2014. Pojawił się on na boisku w 80. minucie, zastępując Carlo Valentiniego. Łącznie w latach 2013−2016 rozegrał w drużynie narodowej 10 spotkań (wszystkie one zakończyły się porażką San Marino), nie zdobył żadnej bramki.

## Życie prywatne
Brat piłkarza Stefano Gasperoniego (ur. 1987), młodzieżowego reprezentanta San Marino.